# Силат
Сила́т (малайск. Silat) — обобщающее название для боевых искусств Малайского архипелага и полуострова Малакка в Юго-Восточной Азии. В Индонезии также развивается Кунтао-Силат, вобравший в себя техники китайского бокса, а на южных Филиппинах — Кали-Силат, синтез Силата и Пекити-Тирсия Кали.

## Этимология
Считается, что слово «силат» происходит от минанкабаусского слова «силек», обозначающего один из элементов народного танца рандей, наряду с «бакаба» (рассказ) и «салуанг джо денданг» (пение и игра на свирели). Таким образом, силат — не только единоборство. Это также танец под аккомпанемент народных инструментов, особенно бубна генданг. Силат на Западной Яве имеет название «пенча» и тоже исполняется как танец.

## История
Силат известен на Малайском архипелаге с VII века. Он считается исконным видом боевого искусства малайцев, населяющих побережье Суматры и Малаккского полуострова, от Аче до Келантана, Кедаха на севере и архипелага Риау на юге. Контакты с другими странами, в частности Индией и Китаем, также оказали влияние на развитие силата. Когда в XIV веке в Юго-Восточной Азии стал распространяться ислам, ему обучали наряду с силатом. Силат сыграл важную роль в истории региона. В древних государствах Шривиджая (на Суматре), Маджапахит и Сунда (на Яве) воины в обязательном порядке должны были осваивать силат.
Во время голландского господства в Индонезии и британского в Малайзии силат был запрещен, особенно после восстания 1920-х годов и принятия Клятвы молодежи в 1928 году (один из пунктов клятвы — требование независимости), и практиковался нелегально.

## Обучение
Учитель-наставник боевого искусства пенчак-силата называется «Пендекар». Основными элементами силата являются пассанг (исходное положение и приветствие), лангка (перемещения), джурус (приемы). Их многочисленные сочетания называют бунго (цветок) или кембанган, а боевое применение называют буах (плод). Наличие внешне привлекательных и даже танцевальных традиционных движений (бунго), за которыми скрываются грозные боевые приемы (буах), является характерной чертой пенчак-силата, отличающей его от других восточных боевых искусств.

## Музыка
Традиционно представления силата проводятся под музыку, которая акцентирует те или иные моменты представления и вдохновляет борцов. Сейчас музыку можно услышать во время представлений силата на малайской свадьбе или во время иных важных мероприятий. В ансамбле, сопровождающем силат, преобладают ударные. Это два барабана (генданг). Один из них длиной 20—22 дюйма и со звучащей поверхностью диаметром 24—29 дюймов. Он называется «матерью». Другой, поменьше, называемый «дитя», длиной 19—22 дюйма и такого же диаметра. Сольные партии исполняются на флейте (серунай) ближневосточного происхождения. И, наконец, четвёртый инструмент — подвесной гонг.

## Силат в кино
- Pendekar Bujang Lapuk («Мастер силата — закоренелый холостяк»; Малайя, 1959)[5]
- Merantau  («На чужбине»; Индонезия, 2009)[6]
- Serbuan Maut («Рейд»; Индонезия, США, 2011)[7]
- Nikita («Никита» сезон 3, серия 3; США, 2010)
- The Raid 2: Berandal («Рейд 2»; Индонезия, США, 2014)
- Headshot («Рейд: Пуля в голове»; Индонезия, 2016)
- Psycho-Pass (Япония, 2012—2016)
- Java Heat («Пылающий остров»; США, 2012) — в главной роли Келлан Латс
- The Accountant («Расплата» США, 2016)
- Jujutsu Kaisen (Япония, 2020—2023)

## Силат в играх
В играх Mortal Kombat Deception, Mortal Kombat: Unchained и Mortal Kombat: Armageddon этот стиль использует Барака.